# Висельная петля
Висельная петля (англ. Hangman’s Knot) — морской временный узел для удушения осуждённого на казнь через повешение. Существуют несколько вариантов подобных узлов. Привилегией осуществить повешение наделяли лишь боцмана на корабле и заминка в казни подрывала его репутацию.
Также в морском деле узел применяли при временном креплении троса к плавающим в воде предметам или при накидывании и креплении троса к какому-либо предмету на берегу. Узел является одной из самых прочных и надёжных удавок. Плотно прилегающие друг к другу шлаги троса обеспечивают хорошие амортизационные и скользяще-захватывающие свойства. Этот узел имеет преимущество даже перед таким хорошим узлом, как удавка с полуштыками, так как «ходовой» конец троса не может выскользнуть из петли в случае её ослабления, и потому висельную петлю считают более надёжной.
В США удавка стойко ассоциируется с судом Линча, и во времена сегрегации петлю вывешивали в общественных местах для устрашения чернокожего населения. Публичный показ петли и в XXI веке считается в США разжиганием расовой ненависти и в ряде штатов наказывается штрафами.
Узел может быть использован при рыбалке для соединения лески и снастей, а также в качестве бросательного груза.

## Способ завязывания
По разным источникам должно быть 9 шлагов на удавке по числу жизней кошки, по другим — 13 шлагов как напоминание о «несчастливом числе 13» для осуждённого. Однако принято делать 8 шлагов на удавке.

анимация завязывания удавки
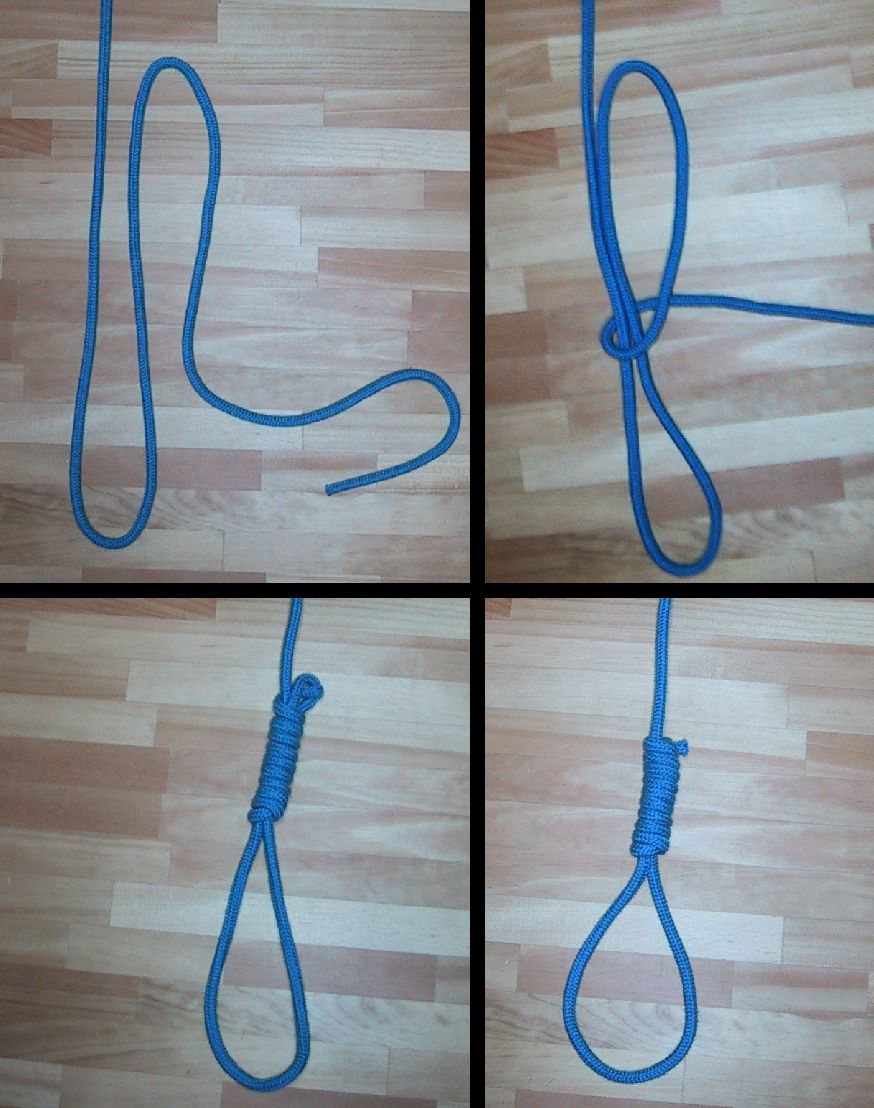
конец троса складывают втрое и делают 8 шлагов